# 金沢孔城館
金沢孔城館（かねざわこうじょうかん）とは、秋田県横手市金沢中野にある公民館。金沢地区交流センターとも呼ばれる。
建物は、2016年（平成28年）に横手市立横手北小学校に統合されて閉校した横手市立金沢小学校の校舎を活用している。

## 概要
横手市北部の金沢地区に位置し、同地区のコミュニティ活動、生涯学習活動などを促進するために市が設置した施設で、地域住民で構成される「金沢地区交流センター運営協議会」が主体となって地区交流センター事業を運営している。地区交流センター事業とは、地域住民で構成される運営協議会が、住民主体による地域づくり活動を行うことを目的とするもので、市内各公民館（2023年4月1日から施設名も「公民館」から「地区交流センター」と改称。）に設置されている。金沢地区では、2020年（令和2年）より地区交流センター事業が始まった。
施設の名称は、同地区内にある金沢柵跡を上空から眺めた形が、孔雀（クジャク）が羽根を広げたときのような形であったことから、かつて「孔雀城址」とも呼ばれていたことがあり、そこから転じて「孔城」とし、地名である「金沢」と合わせ「金沢孔城館」と名付けられた。この名称は、2016年7月から8月にかけて行われた施設名称案の募集において応募された、35点の案の中から選考されたものである。
金沢地区交流センターだより「孔城」を毎月発行している。

## 旧・横手市立金沢小学校
金沢孔城館が開設される以前は、横手市立金沢小学校（よこてしりつ かねざわしょうがっこう）が存在しており、金沢孔城館は金沢小学校の校舎を改修して利用している。金沢小学校は1879年に創立し、2016年に横手市立横手北小学校に統合されて閉校した。

### 略歴
金沢小学校の前身となるのは、1879年12月24日に創立、1880年2月22日に開校した「格知（かくち）学校」であり、金沢中野村の元伝馬所の役場内に置かれた。当時、金沢地区内には「金沢学校」（1874年開校、金沢前郷村）があったが、格知小学校の開校によって隣村までの遠距離通学が解消された。
1881年9月には校舎を新築し、現在地に移転。木造2階建ての擬洋風建築で、同月の明治天皇御幸の際に玉座が設置された。その後、玉座の間を「御座所」として保存、皇族行啓時の立ち寄りが多くなり、県南における天皇制教育の聖蹟となった。
1886年12月に金沢村と六郷東根村に分教室を設置。1889年4月には町村制の施行により金沢町が発足し、六郷東根村の分教室は六郷村に属する。また同時に「金沢尋常小学校」と改称し、金沢簡易小学校を併置した。1892年には「金沢中野尋常小学校」と改称し、金沢分教室が「金沢尋常小学校」として独立した。また同年12月に校名を「格知尋常小学校」へと再び改称、1892年には高等科を設置し「格知尋常高等小学校」と改称した。
第二次世界大戦が勃発し、国民学校令が公布された1941年に「格知国民学校」へ改称。戦後の学制改革により1947年には「金沢町立格知小学校」と改称した。
1951年4月に「金沢町立金沢南小学校」と改称。金沢町北部の「金沢町立金沢小学校」は同時に「金沢町立金沢北小学校」と改称した。1956年4月には金沢町が横手市に編入し、「横手市立金沢南小学校」と改称。ただ、旧金沢町の北部が1958年4月22日に仙南村へ分市し、翌年4月に「横手市立金沢小学校」と改称した。分市に当たって、町は北部と南部の両派に分かれて対立が起こったが、この分市騒動は教育現場にも飛び火した。南部の分市反対派は、横手市の財産であった金沢北小と金沢中へ分市地区（北部）の児童を通学させまいと、分市地区の児童を除いた入学式を強行するなどし、北部の分市地区がこれに対抗して学校を実力閉鎖するなど大混乱を極めた。連日横手警察署と大曲警察署から警察官が動員される事態となり、これを報道機関が大々的に報じると、児童らの教育を受ける権利を阻害しているとして批判が集まり、県と県教育委員会からの指導もあって、5月14日には平常となった。
1987年には閉校まで利用されることになる新校舎が竣工。屋上に鐘楼が設けられているのが特徴的である。児童からは「カリヨンの鐘」と呼ばれて親しまれた。
2016年に境町小学校・黒川小学校とともに横手北小学校に統合され、閉校。

### 年表
以下、注釈の無い項目は『横手市史 昭和編（1981年、横手市史編さん委員会）』によるもの。
- 1879年12月24日 - 「格知小学校」が創立。翌年2月22日[7]に開校。
- 1881年9月 - 現在地に校舎を移転。
- 1886年12月 - 金沢村と六郷東根村に分教室を設置。
- 1889年4月1日 - 町村制の施行により仙北郡金沢村が発足し、「金沢尋常小学校」と改称。
- 1892年
  - 「金沢中野尋常小学校[注 1]」と改称し、金沢分教室が「金沢尋常小学校」として独立[11]。
  - 12月 - 「格知尋常小学校」と改称。
- 1894年5月 - 高等科を設置し、「格知尋常高等小学校」と改称。
- 1941年4月1日 - 国民学校令により、「格知国民学校」と改称。
- 1947年4月1日 - 学校教育法により、「金沢町立格知小学校」と改称。
- 1951年4月1日 - 「金沢町立南小学校」と改称。
- 1956年10月 - 市町合併により、「横手市立金沢南小学校」と改称。
- 1957年12月 - 南校舎が焼失（もらい火によるもの）。
- 1959年4月 - 分市により、「横手市立金沢小学校」と改称。
- 1967年7月 - プール竣工。
- 1977年11月 - 体育館竣工。
- 1987年 - 新校舎竣工[16]。
- 2015年12月19日 - 閉校式典挙行[19]。
- 2016年
  - 3月31日 - 閉校。
  - 8月 - 校舎の改修工事に着工。
- 2017年3月 - 横手市総合交流促進施設「金沢孔城館（金沢公民館）」として開館。
- 2020年4月1日 - 金沢地区交流センター事業を開始[20]。
- 2023年4月1日 - 金沢公民館から「金沢地区交流センター」へと改称[2]。

### 通学区域
2014年時点の「横手市立小中学校通学区域に関する規則」によると、以下の通り。
- 金沢字の全域、金沢本町字の全域、金沢中野字の全域、安本字の全域、上境字外阿摩部・内阿摩部

## アクセス
鉄道
東日本旅客鉄道（JR東日本） 奥羽本線 後三年駅から約8分
自動車
E46 秋田自動車道 / E13 東北中央自動車道 横手ICから約15分
E46 秋田自動車道 横手北SICから約15分

## 周辺
- 国道13号
- 後三年合戦金沢資料館
- 金澤八幡宮（金沢柵跡、金沢公園）
- 旧・横手市立金沢中学校
- 道の駅美郷